# Liolaemus jamesi
Liolaemus jamesi — вид ігуаноподібних ящірок родини Liolaemidae. Мешкає в Чилі і Болівії.

## Поширення і екологія
Liolaemus jamesi мешкають в Андах на півночі Чилі, в регіонах Арика-і-Паринакота, Тарапака і Антофагаста, а також трапляються на південному заході Болівії, в департаменті Потосі. Вони живуть на високогір'ях Альтіплано, серед піщаного і кам'янистого ґрунту. Зустрічаються на висоті від 3300 до 4700 м над рівнем моря. Є всеїдними і живородними.